# Češnjica pri Kropi
Češnjica pri Kropi je naselje v Občini Radovljica.